# Chaetosphaerides ramichloridifera
Chaetosphaerides ramichloridifera är en svampart som beskrevs av Matsush. 2003. Chaetosphaerides ramichloridifera ingår i släktet Chaetosphaerides, ordningen Trichosphaeriales, klassen Sordariomycetes, divisionen sporsäcksvampar och riket svampar.   Inga underarter finns listade i Catalogue of Life.